# Buster Mathis
Buster Mathis (Sledge, 11 giugno 1943 – Grand Rapids, 6 settembre 1995) è stato un pugile statunitense contendente al titolo mondiale dei pesi massimi (1968). Nella sua breve carriera fu avversario di Joe Frazier e Muhammad Ali.

## Carriera

### Dilettante
Da dilettante, Buster Mathis fu campione nazionale dei pesi massimi nel 1964. Vinse il torneo per l'individuazione del rappresentante statunitense alle Olimpiadi di Tokyo del 1964, battendo due volte Joe Frazier. Sfortunatamente si infortunò al dito medio della mano destra alla vigilia delle Olimpiadi, lasciando via libera al rivale che, poi, conquistò la medaglia d'oro, dominando il torneo.

### Professionista
Passò professionista nel giugno 1965. Tra i suoi primi avversari, il giovane Chuck Wepner, che Mathis sconfisse per knock-out tecnico al terzo round il 7 gennaio 1966. 
Nel 1967 Muhammad Ali fu dichiarato decaduto dal titolo mondiale per renitenza alla leva. La Commissione atletica dello Stato di New York allestì allora un unico match per la riattribuzione del titolo mondiale tra Buster Mathis e il suo grande avversario del periodo da dilettante, Joe Frazier. Entrambi i contendenti erano allora imbattuti: Mathis aveva infatti combattuto 23 match tutti vinti e Frazier, più giovane di un anno, 19. L'incontro fu calendarizzato il 4 marzo 1968, giorno di inaugurazione del nuovo Madison Square Garden, come sottoclou del terzo incontro Benvenuti-Griffith. Di fronte a 18 096 spettatori, per un incasso di 638 503 dollari, nonostante sovrastasse l'avversario di 10 cm e ben 17 kg di peso, Mathis dovette cedere a Frazier per KOT all'11º round lasciando nei guantoni del rivale il titolo mondiale dei pesi massimi, secondo la versione della Commissione dello Stato di New York.
Undici mesi dopo, sempre al Madison, Mathis ottenne la sua più importante vittoria, battendo il più esperto canadese George Chuvalo con unanime e largo verdetto ai punti in dodici riprese. Nel combattimento successivo fu fermato, sempre ai punti in 12 round, con verdetto unanime, dal quotato Jerry Quarry . Dopo questa seconda sconfitta lasciò temporaneamente la boxe e rimase inattivo due anni.
Risalì sul ring il 17 novembre 1971 segnando 116 kg di peso alla bilancia per affrontare il grande Muhammad Ali all'Astrodome di Houston con in palio il titolo nordamericano dei pesi massimi. Mathis finì due volte al tappeto nell'11º e due volte nel dodicesimo ed ultimo round ma riuscì a terminare l'incontro che Ali si aggiudicò largamente ai punti.
Combatté il suo ultimo match il 29 settembre 1972 contro l'allora imbattuto Ron Lyle che lo mise KO al minuto 2:58 del secondo round. Dopo di che, a soli 29 anni, abbandonò definitivamente il pugilato.

### Dopo il ritiro
Dopo il ritiro, Buster Mathis fu ingaggiato per breve tempo da una squadra canadese di football americano. Morì di insufficienza cardiaca all'età di 52 anni.
Suo figlio Buster Mathis Jr. è diventato un pugile professionista ed ha combattuto contro Mike Tyson nel 1995.